# Walter Capps
Walter Holden Capps (Omaha, 5 maggio 1934 – Reston, 28 ottobre 1997) è stato un politico statunitense, membro della Camera dei Rappresentanti per lo stato della California dal gennaio all'ottobre del 1997.

## Biografia
Originario del Nebraska, Capps studiò a Yale e divenne professore di studi religiosi all'Università della California, Santa Barbara. Dopo oltre trent'anni Capps entrò in politica con il Partito Democratico e nel 1994 si candidò alla Camera dei Rappresentanti, ma venne sconfitto dall'avversaria repubblicana Andrea Seastrand.
Due anni dopo Capps sfidò nuovamente la Seastrand e questa volta riuscì a sconfiggerla, venendo eletto deputato. Tuttavia solo nove mesi dopo l'inizio del suo mandato, Capps morì per un attacco di cuore mentre si trovava all'Aeroporto Internazionale di Washington-Dulles. Per assegnare il suo seggio vennero indette delle elezioni speciali, che furono vinte dalla vedova di Capps, Lois.